# Andrzej Stelmachowski

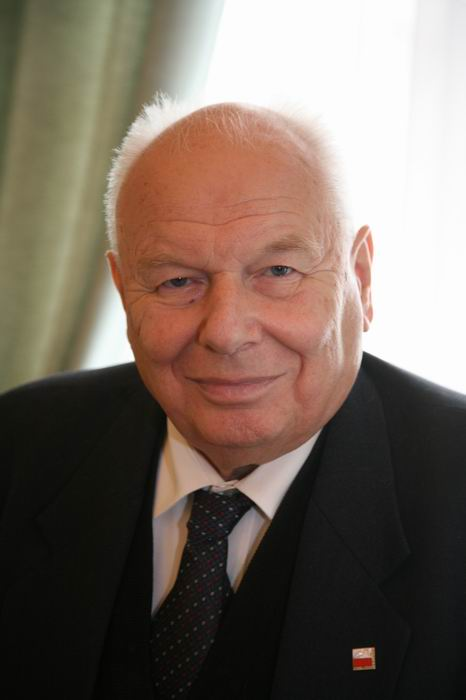
Andrzej Stelmachowski

Andrzej Stanisław Ksawery Stelmachowski (Poznań, 28 januari 1925 - Warschau, 6 april 2009) was een Pools politicus.
Tijdens de Tweede Wereldoorlog was hij lid van de verzetsbeweging Armia Krajowa. Stelmachowski werd nadien hoogleraar rechtswetenschappen aan de Universiteit van Wrocław (sinds 1962) en aan de Universiteit van Warschau (sinds 1967). In 1980 was hij adviseur voor Solidarność en in 1989 nam hij deel aan de rondetafelbesprekingen. In 1989-1991 was hij voorzitter ('maarschalk') van de Poolse Senaat. Stelmachowski was minister van Onderwijs in 1991-1992 en presidentieel raadgever sinds 2007.
- CiNii: DA15792070
- Gemeinsame Normdatei: 141701129
- International Standard Name Identifier: 0000 0000 8458 6176
- Library of Congress Control Number: n79002688
- Nationale Bibliotheek van Tsjechië: js2012677547
- Nationale Bibliotheek van Polen: a0000001188044
- Nederlandse Thesaurus van Auteursnamen: 070559295
- Réseau des bibliothèques de Suisse occidentale: 02-A003862541
- Virtual International Authority File: 101763073
- WorldCat: E39PBJy8wgKckbRKFWCBDCp773